# Саутвик, Альфред
Альфред Портер Саутвик (англ. Alfred Porter Southwick; 1826—1898) — инженер пароходов, стоматолог и изобретатель из Буффало, штат Нью-Йорк. Ему приписывают изобретение электрического стула. Он также был профессором стоматологической школы университета Буффало, ныне известной как Государственный университет Нью-Йорка в Буффало.

## Биография
В 1881 году Альфреду Саутвику пришла в голову идея электрической казни, когда он услышал историю о пьяном человеке, который прикоснулся к работающему электрогенератору.  Учитывая, что мужчина умер быстро, Саутвик пришёл к выводу, что электричество можно использовать в качестве метода казни. Впервые он применил этот способ для эвтаназии бездомных собак в Buffalo SPCA, в течение года Саутвик публиковал свои идеи об использовании этого метода в научных журналах. Поскольку он был дантистом, привыкшим проводить процедуры на стульях, его устройство для электрической казни появилось в виде стула.
После серии неудачных повешений в Соединённых Штатах усилилась критика этой формы смертной казни. В 1886 году новоизбранный губернатор штата Нью-Йорк Дэвид Б. Хилл создал комиссию из трёх человек, чтобы найти более гуманную форму казни. В комитет вошли Саутвик, правозащитник и реформатор Элбридж Томас Джерри, а также нью-йоркский юрист и политик Мэтью Хейл. По их совету 1 января 1889 года в штате Нью-Йорк вступил в силу первый закон, разрешающий казнь на электрическом стуле .
6 августа 1890 года Уильям Кеммлер был казнён на электрическом стуле. Саутвик присутствовал и сказал: «Это кульминация десяти лет работы! С этого дня мы живём в более высокой цивилизации».
Саутвик умер в 1898 году в возрасте 72–73 лет и был похоронен на кладбище Форест-Лоун в Буффало, штат Нью-Йорк.

## В культуре
В сериале Netflix F Is for Family рассказывается о начальной школе имени Альфреда П. Саутвика. В 4 сезоне студенты выступают в театральной постановке о создании электрического стула и жизни Саутвика.